# Lijn 2 (metro van Madrid)
Lijn 2 is een metrolijn in de Spaanse hoofdstad Madrid. De rode lijn werd geopend op 14 juni 1924. Lijn 2 telt 20 stations en een lengte van 14,1 km.

## Stations
| Station                | Overstappunt | Foto * | Type                         | Geopend          | Ligging                       | Stadsdeel           |
| ---------------------- | ------------ | ------ | ---------------------------- | ---------------- | ----------------------------- | ------------------- |
| Cuatro Caminos         | 01 06        | 810 !  | enkelgewelfdstation          | 17 oktober 1919  | 40° 26′ 49″ NB, 3° 42′ 14″ WL |                     |
| Canal                  |              | 1010 ! | kuip                         | 16 oktober 1998  | 40° 26′ 19″ NB, 3° 42′ 15″ WL |                     |
| Quevedo                |              | 1280 ! | enkelgewelfdstation          | 21 oktober 1925  | 40° 26′ 1″ NB, 3° 42′ 17″ WL  |                     |
| San Bernardo           | 04           | 1330 ! | enkelgewelfdstation          | 21 oktober 1925  | 40° 25′ 49″ NB, 3° 42′ 21″ WL | Chamberi            |
| Noviciado              |              | 1380 ! | enkelgewelfdstation          | 21 oktober 1925  | 40° 25′ 30″ NB, 3° 42′ 29″ WL | Centro              |
| Santo Domingo          |              | 1390 ! | enkelgewelfdstation          | 21 oktober 1925  | 40° 25′ 12″ NB, 3° 42′ 29″ WL | Centro              |
| Ópera                  | 05 13        | 1420 ! | enkelgewelfdstation          | 21 oktober 1925  | 40° 25′ 4″ NB, 3° 42′ 36″ WL  | Centro              |
| Sol                    | 01 03        | 1430 ! | ondiep gelegen zuilenstation | 17 oktober 1919  | 40° 25′ 0″ NB, 3° 42′ 12″ WL  |                     |
| Sevilla                |              | 1440 ! | enkelgewelfdstation          | 11 juni 1924     | 40° 25′ 6″ NB, 3° 41′ 54″ WL  | Centro              |
| Banco de España        |              | 1450 ! | enkelgewelfdstation          | 11 juni 1924     | 40° 25′ 9″ NB, 3° 41′ 42″ WL  | Centro              |
| Retiro                 |              | 1460 ! | enkelgewelfdstation          | 11 juni 1924     | 40° 25′ 15″ NB, 3° 41′ 9″ WL  | Retiro              |
| Príncipe de Vergara    | 09           | 1470 ! | enkelgewelfdstation          | 11 juni 1924     | 40° 25′ 22″ NB, 3° 40′ 48″ WL | Salamanca           |
| Goya                   | 04           | 1475 ! | enkelgewelfdstation          | 11 juni 1924     | 40° 25′ 28″ NB, 3° 40′ 32″ WL | Salamanca           |
| Manuel Becerra         | 06           | 1480 ! | enkelgewelfdstation          | 11 juni 1924     | 40° 25′ 40″ NB, 3° 40′ 9″ WL  | Salamanca           |
| Ventas                 | 05           | 1485 ! | enkelgewelfdstation          | 11 juni 1924     | 40° 25′ 51″ NB, 3° 39′ 49″ WL | Salamanca           |
| La Elipa               |              | 2130 ! | kuip                         | 16 februari 2007 | 40° 25′ 37″ NB, 3° 38′ 59″ WL | Ciudad Lineal       |
| La Almudena            |              | 2140 ! | ondiep gelegen zuilenstation | 11 maart 2011    | 40° 25′ 25″ NB, 3° 38′ 21″ WL | Ciudad Lineal       |
| Alsacia                |              | 2150 ! | ondiep gelegen zuilenstation | 16 maart 2011    | 40° 25′ 6″ NB, 3° 37′ 25″ WL  | San Blas-Canillejas |
| Avenida de Guadalajara |              | 2160 ! | ondiep gelegen zuilenstation | 16 maart 2011    | 40° 25′ 20″ NB, 3° 36′ 43″ WL | San Blas-Canillejas |
| Las Rosas              |              | 2170 ! | ondiep gelegen zuilenstation | 16 maart 2011    | 40° 25′ 26″ NB, 3° 36′ 13″ WL | San Blas-Canillejas |

- De sorteerwaarde van de foto is de ligging langs de lijn